# Mitt liv som popstjärna
Mitt liv som popstjärna (engelska: The Lizzie McGuire Movie) är en amerikansk långfilm från 2003 i regi av Jim Fall, med Hilary Duff, Adam Lamberg, Hallie Todd och Robert Carradine i rollerna. Filmen är baserad på TV-serien Lizzie McGuire och släpptes på DVD den 24 mars 2004 i Sverige.

## Handling
Den blyga och lite bortkomna collegetjejen Lizzie (Hilary Duff) har inte direkt pluggets bästa självförtroende - hon klarar inte ens att hålla tal på skolavslutningen. En dag åker Lizzie och hennes klass på skolresa till Rom. Redan första dagen träffar hon en ung, snygg italienare, Paolo (Yani Gellman). Till råga på allt råkar han vara ena halvan av en berömd italiensk popduo. Paolo berättar att hans sångerska Isabella slutat - och att Lizzie och Isabella är lika som bär. Eftersom han behöver en ny sångpartner erbjuder han Lizzie chansen att få ersätta Isabella. Lizzie tvekar, men blir snart allt mer förtjust i idén. Och inte bara i den...

## Rollista
| Hilary Duff      | – Lizzie McGuire       |
| Adam Lamberg     | – David 'Gordo' Gordon |
| Hallie Todd      | – Jo McGuire           |
| Robert Carradine | – Sam McGuire          |
| Jake Thomas      | – Matt McGuire         |
| Ashlie Brillault | – Kate Sanders         |
| Clayton Snyder   | – Ethan Craft          |
| Alex Borstein    | – Miss Ungermeyer      |
| Yani Gellman     | – Paolo Valisari       |
| Brendan Kelly    | – Sergei               |
| Carly Schroeder  | – Melina Bianco        |
| Daniel Escobar   | – Mr. Escobar          |
| Jody Racicot     | – Giorgio              |